# 中国美術館

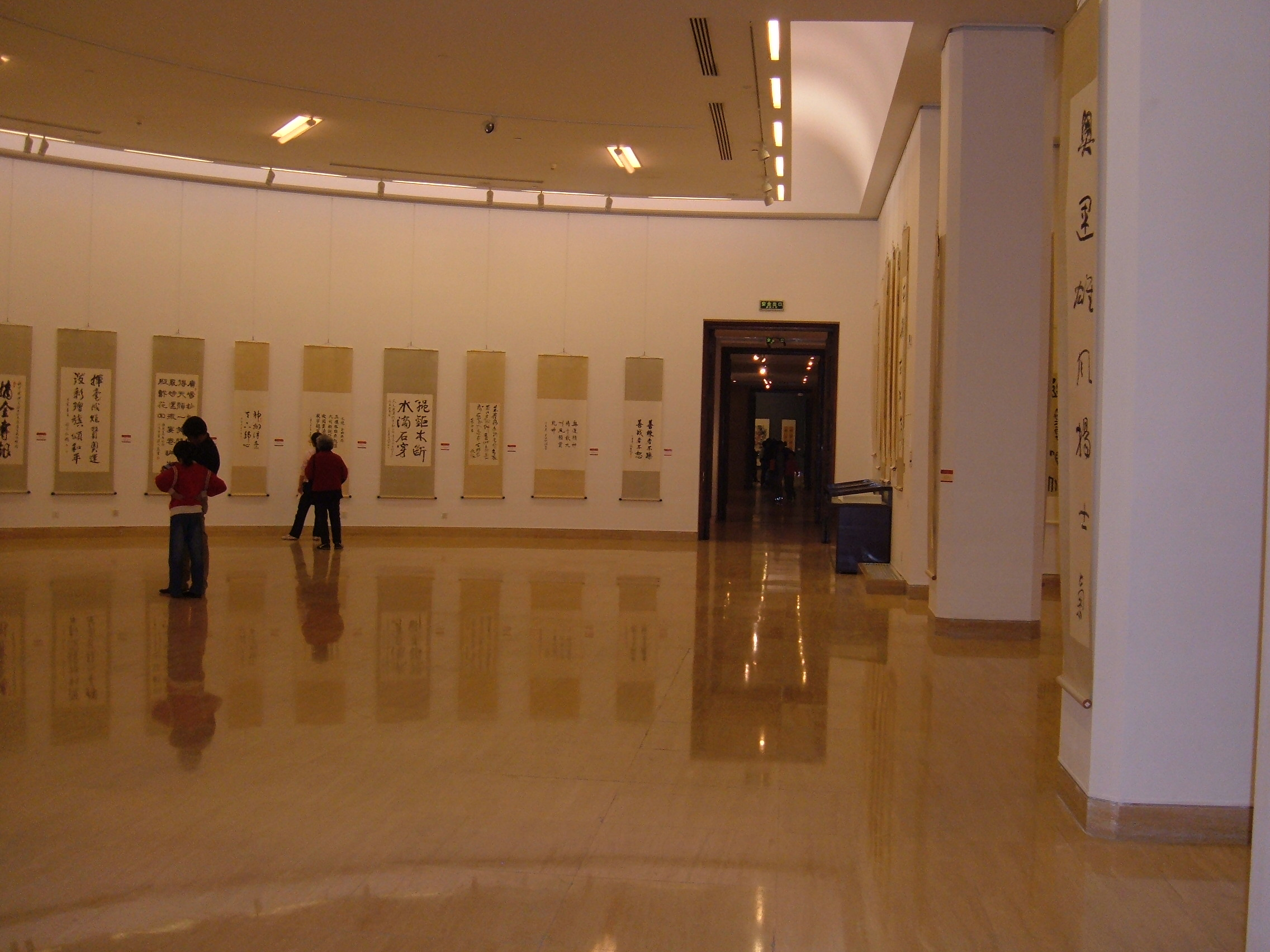
中国美術館展示室

中国美術館（ちゅうごくびじゅつかん）は中華人民共和国北京市東城区に位置する美術館。中国国内で最大級の規模を有す。

## 建築
大理石の外壁の上に、紫禁城と同じ黄色の瓦屋根を戴く、折衷的な意匠をもつ。敷地面積30,000m2、建築面積17,051m2、展示室の面積は6,000m2。1958年に着工し、1962年に竣工した。また、2004年5月から2005年1月にかけて改修が行われ、5,375m2に渡って拡張された。
メインの建物は4階建てで、1階から3階が展示室、建物中央の4階部分は会議室となっている。元々は、13の展示室があったが、前述の工事により21室に拡張された。
建造された年代から、十大建築の一つと誤解される事があるが、十大建築の中には入っていない。

## 活動
中国画、油絵、彫刻、民間芸術など、約60,000点のコレクションをもつ。
中国国内で最も権威ある美術館の一つでもあり、主に近現代の美術の展覧会が行われている。中国人美術家の展覧会のみならず、海外団体の協賛による外国の著名作家の展覧会もしばしば行われる。
2008年の北京オリンピック時には、開会式の花火による演出を担当した蔡国強の個展の会場となった。
中国では1949年の建国以来、5年に一度政府主催の「全国美術展」が開催されている。数万点の応募の中から部門毎の受賞作が中国美術館で展示される。